# الولد الشقي
الولد الشقي عنوان اختاره الكاتب المصري الساخر محمود السعدني  لوصف نفسه، كما اختاره ليكون عنواناً لسيرته الذاتية والتي كتبها في ستة أجزاء وصدرت خلال الفترة ما بين نهاية الستينات ومنتصف التسعينات من القرن الماضي.

## أجزاء الولد الشقي
1- الولد الشقي - الجزء الأول: ويتناول سيرة طفولة السعدني المبكرة في حواري الجيزة ومغامراته مع إصدقاء الطفولة.
2- الولد الشقي - الجزء الثاني: ويتناول قصة بداية اشتغال السعدني بالصحافة والصعوبات التي واجههاو التي أنتهت بنجاحه في الدخول إلى هذا المجال.
3- الولد الشقي في السجن: لم يتناول هذا الجزء قصة سجن السعدني أو الظروف التي أدت إلى سجنه، بل تناول الكتاب صور من حياة بعض من زاملهم السعدني في السجن من غير السياسيين.
4- الولد الشقي في المنفى: حكى السعدني في هذا الجزء عن الفترة التي قضاها خارج مصر بعد منعه من الكتابة فيها، والكتاب تطرق إلى شخصيات مهمه في العالم العربي مثل الرئيس السادات والعقيد القذافي والرئيس العراقي صدام حسين.
5- الطريق إلى زمش: تناول السعدني في هذا الكتاب ظروف سجنه والسجون التي تنقل بينها والعلاقات بين التنظيمات الشيوعية في السجون.
6- ملاعيب الولد الشقي: يقص السعدني في هذا الجزء مجموعة من الذكريات والمقالب التي أجاد حبكها في أصدقائة.

## الطريق إلى زمش
رائعة من روائع الكاتب الساخر محمود السعدني الشقيق الأكبر للفنان صلاح السعدني
تدور أحداث القصة في فترة ما بعد الثورة وتحديداً تلك الفترة التي اتحدت فيها مصر وسوريا فيما يعرف بالجمهورية المتحدة.. وأثناء الصراع المشتعل بين بغداد والقاهرة وقتها.
تبدأ القصة بمحاولة جمال عبد الناصر بتصفية الحركة الشيوعية في مصر انتقاماً من تسلطهم في الخارج على الثورة ورجالها... فتبدأ حركة الاعتقالات العشوائية لمجموعة كبيرة من الكتاب والفنانين وأساتذة الجامعات وبسطاء الناس للزج بهم في أسوأ سجون مصر وافظعها.
و تنال تلك التصفية من محمود السعدنى بسبب أن بعضاً من أعضاء الحزب الشيوعى - الوحيد المعترف به من قبل الكرملين - السوري قد بعثوا مع السعدنى رسالة حينما كان في سوريا وأخبروه أنها مطالب منهم إلى الرئيس وطلبوا منه تسليمها اليه حين الرجوع إلى القاهرة.
و بالفعل قام السعدنى بتسليمها إلى السادات ليسلمها إلى الرئيس وكل هذا وهو لا يعلم ان ما في الرسالة كان سبباً بعد ذلك في حركة التصفية الشيوعية في مصر.
و يسلم السعدنى باعتقاله وتبدأ مرحلة تأقلمه مع من معه في المعتقلت وهو يسرد للقارئ طوال القصة مدى عذابه وانتقالاته بين أسوأ المعتقلات في مصر (القلعة - الفيوم - الواحات -..).
تعود كلمة زمش إلى أن المعتقلين الشيوعيين قرروا تنظيم حزبا لهم داخل المعتقل.. وكذلك حزب الحركة الوطنية.. وهكذا تفرق المعتقلين إلى أحزاب حسب انتماءاتهم المختلفة، إلا مجموعة من المعتقلين وعلى رأسهم السعدنى لم يجدوا لهم أي انتماء.. ولذا قرروا أن يسعوا لتنظيم حزب لهم يدل على عدم انتمائهم واسموه (زمش) المشتق من الحروف الأولى من (زى ما أنت شايف).
تجربة السعدنى توضح لك حالة الشيوعيين في مصر وتبين لك الأسباب الكبرى لعدم نجاح تجربتهم بين صفوف الشعب المصري... ومن هذه الأسباب عدم اتحادهم وسوء تنظيمهم وسوء اختيار ممثليهم.. كذكر السعدنى لنشيد الشيوعيين والذي يستخدمون فيع عبارات (طوب - مسلح -..) وذلك لأن مؤلف النشيد كان مهندس معمارى.. رغم وجود نخبة من كبار الأدباء والشعراء في مصر وقتها في الحزب الشيوعى إلا أن سوء التمثيل والاختيار كان سبباً وجيها في تفككهم.

## اقرأ أيضاً
- محمود السعدني